# Wilson Lalín
Wilson Clemente Lalín  es un futbolista guatemalteco nacido el  3 de mayo de 1985 en el departamento de Retalhuleu de Guatemala. Juega actualmente en el Deportivo Mixco F. C. de la Liga Primera división de Guatemala. Este jugador creció en las divisiones inferiores del Club Social y Deportivo Suchitepéquez se desempeña en la posición de defensa.

## Clubes
| Club                                  | País      | Año               |
| ------------------------------------- | --------- | ----------------- |
| Club Social y Deportivo Suchitepéquez | Guatemala | 2007 - 2011       |
| Deportivo Marquense                   | Guatemala | 2011 - 2013       |
| Comunicaciones Fútbol Club            | Guatemala | 2013 - 2018       |
| Sanarate Fútbol Club                  | Guatemala | 2018 - 2019       |
| Deportivo Malacateco                  | Guatemala | 2018 - 2019       |
| Club Deportivo Iztapa                 | Guatemala | 2019 - 2021       |
| Deportivo Mixco F. C.                 | Guatemala | 2022 - Actualidad |

- Datos: Q16301028